# Дзедушицкий, Мавриций
Граф Мавриций (Мауриций) Игнацы Александр Дзедушицкий (пол. Maurycy Ignacy Aleksander Dzieduszycki; 10 февраля 1813, Рыхтичи, Королевство Галиции и Лодомерии — 22 апреля 1877, Львов, Цислейтания)) — польский историк, писатель

, поэт, драматург, переводчик, действительный член Польской академии знаний.

## Биография
Из аристократического графского рода Дзедушицких. Сын шамбелана австрийского императорского двора.
Начальное образование получил в школе базилиан в Дрогобыче, затем учился в гимназиях в Черновцах и у иезуитов в Тернополе. В 1832—1836 гг. изучал право во Львовском университете.
Работал чиновником в местных администрациях. В 1851—1869 гг. — заместитель куратора «Ossolineum» (теперь Львовская научная библиотека им. В. Стефаника НАН Украины). Осуществил перестройку здания библиотеки. Привлек к работе в «Ossolineum» историков А. Белëвского и К. Шайноху.
Будучи ревностным католиком ввëл в библиотеке Индекс запрещённых книг.
В 1847 году был избран в Галицкий сейм, в 1854 году назначен советником галицкого наместничества в Вене, с 1855 года — советник двора Австрийской империи.
В 1856 году основал в городе Львове первое в Галиции исправительно-трудовое учреждение для женщин.
В 1873 году избран действительным членом Академия знаний, с 1875 года — действительный член Краковского научного общества; в 1859 году ему присвоено звание почетного члена историко-статистической секции Моравско-Силезского общества развития сельского хозяйства и природоисследования.

## Научная и творческая деятельность
М. Дзедушицкий — автор философских произведений, стихов и прозы. В своем обширном труде «Збигнев Олесницкий» изложил польскую историю пятнадцатого века.
Подготовил «Карту Палестины» (1862), начал работу над вторым изданием «Словаря польского языка» Линде.

## Избранные произведения
- Szkice filozoficzne Ojczyzna (1867),
- Nieprzeliczeni (1877)
- Powieść z dawnych czasów (повесть, 1868)
- Mandat poselski (комедия, 1871)
- Pieśń o dziejach polskich (поэма, 1873)
- Samobójstwo (философско-моральное исследование, 1876)

### Исторические труды
- Krótki rys dziejów i spraw lisowczyków (1843—1844, 2 тома)
- Tadeusz Dzieduszycki i początki konfederacji barskiej (1843)
- Piotr Skarga i jego wiek (1850, 2 тома
- Zbigniew Oleśnicki (1853—1854), 2 тома)
- Opinia publiczna (1856)
- Dążności moralne teatru (1859)
- Kronika domowa Dzieduszyckich (1865)
- Święty Stanisław, biskup krakowski, wobec dzisiejszej dziejowej krytyki (1865)
- Żywot Wacława Hieronima Sierakowskiego, arcybiskupa lwowskiego (1868)
- Dwie polityczne unie, kolmarska i lubelska (1873)
- Dni, nocy, godziny (1874)

- стихи, сказки, научно-популярные статьи
- переводы
  - Hymn o Św. Krzyżu z mszału łacińskiego (1854)
  - Pieniądz Emila Zoli (1891)

## Награды
- Командорский крест ордена Святого Григория Великого (1859),
- Рыцарский крест австрийского ордена Леопольда,
- Рыцарский крест ордена Железной короны.